# L'Intendant Sansho
Pour les articles homonymes, voir Sanshō.
Pour plus de détails, voir Fiche technique et Distribution.
L'Intendant Sansho (山椒大夫, Sanshō dayū) est un film japonais réalisé par Kenji Mizoguchi et sorti en 1954. Inspiré d'une légende japonaise médiévale et adapté d'une nouvelle de Mori Ōgai, le film raconte l'histoire poignante de deux enfants de la noblesse qui sont vendus en esclavage après la destitution de leur père, un gouverneur exilé pour sa compassion envers les paysans. Sous la coupe cruelle de l'intendant Sansho, les enfants doivent endurer la brutalité et l'injustice, tandis que leur mère est séparée d'eux. Le film, porté par les acteurs Kinuyo Tanaka, Yoshiaki Hanayagi (ja) et Kyōko Kagawa, explore des thèmes de souffrance, de sacrifice et de quête de rédemption.
Reconnu pour sa mise en scène sobre et élégante, ainsi que pour sa représentation profondément humaine de la lutte contre la tyrannie et la cruauté, L'Intendant Sansho est vu comme l'une des grandes œuvres de Mizoguchi. Le film se distingue par ses cadrages soigneux et son utilisation évocatrice des paysages naturels, qui renforcent la portée tragique du récit.
À sa sortie, L'Intendant Sansho a été salué pour sa force narrative et visuelle. Présenté à la Mostra de Venise 1954, le film y remporte le Lion d'argent, aux côtés d'autres grands films internationaux. Ce prix a contribué à asseoir la réputation de Kenji Mizoguchi sur la scène internationale en tant que l'un des plus grands réalisateurs japonais de son époque. Il s'inscrit également dans une période particulièrement féconde de la carrière du cinéaste, marquée par d'autres œuvres majeures comme Les Contes de la lune vague après la pluie (1953). Aujourd'hui, L'Intendant Sansho est souvent considéré comme un chef-d'œuvre du cinéma mondial, apprécié pour sa maîtrise formelle et son regard empreint de sensibilité sur les injustices sociales, la rédemption et l'humanité.

## Synopsis
Tamaki voyage à travers le Japon avec ses deux jeunes enfants, Zushiô et Anju. Ils rentrent au village natal après de longues années, et ils évoquent le moment où ils ont été forcés de partir : le mari de Tamaki, le père des enfants, maire du village, a perdu la confiance de ses supérieurs à cause de son désir de justice vis-à-vis des paysans pauvres. En même temps, les enfants se rappellent les conseils de leur père : les hommes ont les mêmes droits et il faut avoir de la pitié, même avec les ennemis. Un soir ils se réfugient dans le logis d'une prêtresse. Celle-ci va aider des bandits à voler les enfants. Tamaki est vendue pour être prostituée, tandis que les enfants deviennent des esclaves de Sansho, un propriétaire cruel et misérable. Le fils de Sansho a pitié de ces deux enfants et il leur conseille de cacher leur identité noble.

Après dix ans au domaine de Sansho, Zushiô semble avoir oublié les conseils de son père. Il est devenu l'un des plus cruels parmi les travailleurs de Sansho. Anju, sa sœur, travaille toujours dans de pénibles conditions et elle souffre quand elle apprend ce que son frère est capable de faire. Un jour, une nouvelle esclave arrive. Elle chante une chanson qui parle de deux enfants perdus et regrettés : elle raconte à Anju qu'une vieille prostituée de l'île d'où elle vient chantait cette chanson. Grâce à cette chanson, Anju apprend que leur mère, Tamaki, ne les a pas oubliés.

Zushiô et Anju sont obligés de mener une vieille femme mourante à la montagne, pour qu'elle soit dévorée par les fauves afin qu'il n'y ait pas besoin de l'enterrer quand elle mourra. Anju encourage son frère à s'enfuir, elle le protégera pendant ce temps. Zushiô charge la vieille femme et s'enfuit, tandis que sa sœur se donne la mort pour que la torture ne la force pas à avouer l'endroit où son frère se cache. Des prêtres bouddhistes accueillent Zushiô et la vieille femme et ils les cachent des travailleurs de Sansho qui les traquent.
La femme restera au temple tandis que Zushiô va en ville pour demander au gouverneur sa liberté. Quand sa vraie identité est découverte, il est restitué à sa position et il est nommé gouverneur par le conseiller spécial de l’empereur, il occupera le même poste que jadis avait occupé son père, mort il y a un an. En tant que gouverneur, il publie une loi où il octroie la liberté à tous les esclaves. Il se présente à la propriété de Sansho pour l'arrêter, même si celui-ci n'est pas sous sa loi puisqu'il dépend directement du ministère de la justice. Après avoir envoyé Sansho en exil, il démissionne et part chercher sa mère, qu'il trouvera vieille, aveugle et abandonnée.

## Fiche technique
- Titre : L'Intendant Sansho
- Titre original : 山椒大夫 (Sanshō dayū?)
- Réalisation : Kenji Mizoguchi

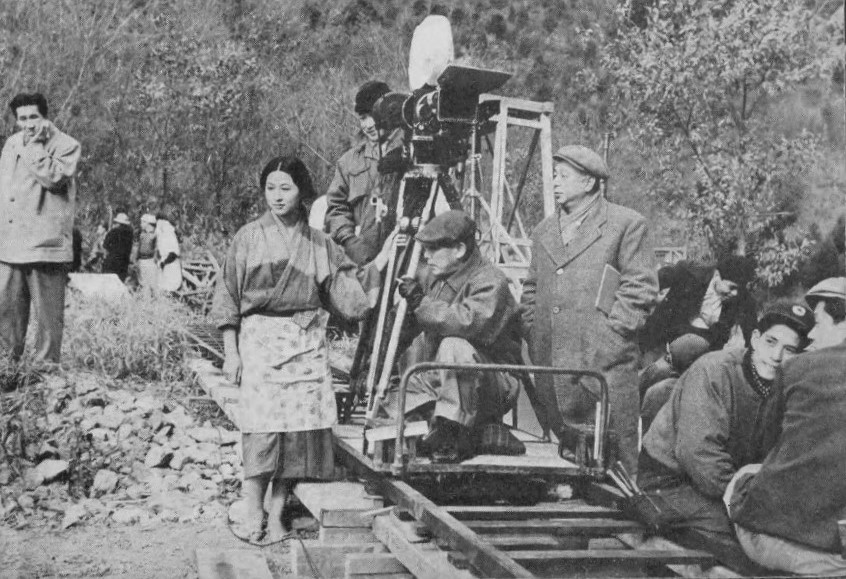
Kyōko Kagawa, Kazuo Miyagawa (derrière la caméra), Kenji Mizoguchi (sur la plateforme et Kisaku Itō lors de tournage du film.

- Assistant réalisateur : Tokuzō Tanaka
- Scénario : Yoshikata Yoda, Fuji Yahiro (en), d'après la nouvelle homonyme de Mori Ōgai publiée en 1915[1]
- Photographie : Kazuo Miyagawa
- Décors : Kisaku Itō (en)
- Montage : Mitsuzō Miyata
- Production : Masaichi Nagata
- Société de production : Daiei
- Musique : Fumio Hayasaka, Tamekichi Mochizuki et Kanahichi Odera
- Pays d'origine :  Japon
- Langue originale : japonais
- Format : noir et blanc - 1,37:1 - 35 mm - son mono
- Genre : drame, jidai-geki
- Durée : 124 minutes[2] (métrage : 13 bobines - 3 403 m[2])
- Dates de sortie : 
  - Japon : 31 mars 1954[2]
  - France : 5 octobre 1960[3]
  - États-Unis : septembre 1969[1]

## Distribution
- Kinuyo Tanaka : Tamaki
- Kyōko Kagawa : Anju
- Eitarō Shindō : Sansho
- Yoshiaki Hanayagi (ja) : Zushio

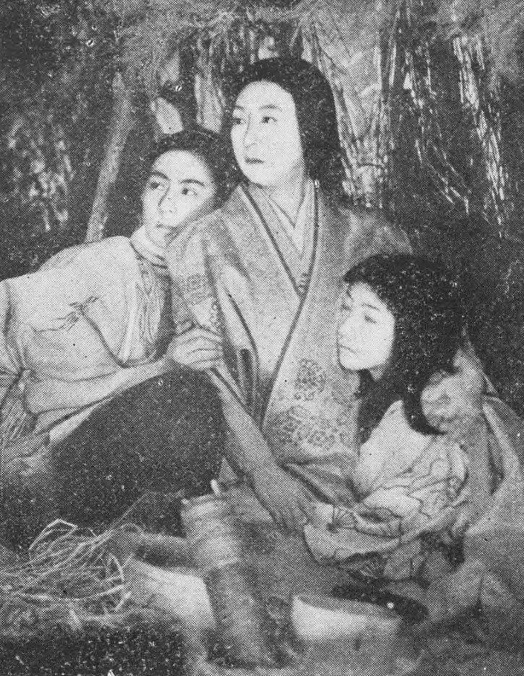
Tamaki (Kinuyo Tanaka, au centre) et ses deux enfants : Zushio et Anju (Kyōko Kagawa).

- Ichirō Sugai : le ministre de la Justice
- Ken Mitsuda : le Premier ministre Morozane Fujiwara
- Masahiko Tsugawa : Zushio enfant
- Masao Shimizu : Masauji Taira
- Chieko Naniwa : Ubatake
- Kikue Mōri : la prêtresse
- Akitake Kōno : Taro
- Ryōsuke Kagawa (ja) : Ritsushi Kumotake

## Développement et production
Le développement de L'Intendant Sansho commence en 1953 lorsque le studio Daiei propose à Kenji Mizoguchi d'adapter le conte médiéval de Mori Ōgai, publié en 1915. Le réalisateur accepte ce projet après avoir lu plusieurs versions de cette histoire populaire, dont celle de Mori qui modernisait considérablement le conte traditionnel.
Mizoguchi collabore étroitement avec le scénariste Yoshikata Yoda, son partenaire créatif de longue date, pour adapter l'histoire. Ensemble, ils décident de modifier significativement certains aspects du conte original pour renforcer la dimension humaniste du récit. Le script final s'éloigne notamment de la version de Mori en développant davantage les thèmes de la compassion et de la rédemption.
Le tournage se déroule entre janvier et mars 1954 dans les studios Daiei de Kyoto. Pour les scènes extérieures, l'équipe choisit plusieurs sites historiques dans la région du Kansai, notamment d'anciens temples bouddhistes qui servent de décors authentiques. Le directeur de la photographie Kazuo Miyagawa, qui avait déjà travaillé avec Mizoguchi sur Les Contes de la lune vague après la pluie, utilise des techniques innovantes pour les scènes nocturnes, créant une atmosphère particulièrement sombre et oppressante. Le rôle principal de Zushio est confié à Yoshiaki Hanayagi, alors que Kinuyo Tanaka, actrice fétiche de Mizoguchi, interprète le rôle de la mère. Le casting comprend également Kyōko Kagawa dans le rôle d'Anju, la sœur de Zushio. La préparation des acteurs est particulièrement rigoureuse : Mizoguchi organise plusieurs semaines de répétitions avant le tournage, insistant sur la précision des mouvements et l'authenticité des émotions.
La production bénéficie d'un budget important pour l'époque, permettant une reconstitution minutieuse du Japon médiéval. Les costumes, conçus par Yoshio Ueno, font l'objet de recherches historiques approfondies pour garantir leur authenticité. La musique, composée par Fumio Hayasaka, mêle instruments traditionnels japonais et orchestration occidentale, créant une partition qui souligne la portée universelle du récit. Le montage du film, supervisé directement par Mizoguchi, s'effectue parallèlement aux dernières phases du tournage. Le réalisateur accorde une attention particulière au rythme, cherchant à créer une tension dramatique crescendo tout en maintenant la dimension méditative du récit. La version finale du film, d'une durée de 124 minutes, est achevée en mars 1954, permettant sa sortie le 31 mars 1954.
Malgré les différentes contraintes de production et un tournage parfois difficile en raison des conditions météorologiques, Mizoguchi considérait L'Intendant Sansho comme l'un de ses films les plus aboutis. Le soin apporté à chaque aspect de la production - de l'adaptation du script à la post-production - témoigne de l'ambition artistique du projet et de la volonté du réalisateur de créer une œuvre qui transcende son contexte historique pour atteindre une dimension universelle.

## Autour du film
Caractéristique des films de Mizoguchi, la trame narrative n'y est pas apparente mais enfouie dans les actes propres à chacun des protagonistes, actes qui les montrent face à un destin qui leur est imposé avec violence. Si par le sacrifice de sa sœur, Zushiô finit bien par retrouver sa mère, vieille et aveugle, finalement l'amour filial est toujours présent. Dans la dernière scène, très émouvante, cet amour filial apparaît comme le seul sentiment qui ait animé Zushiô dans sa dureté acquise auprès de l'intendant Sansho. On peut aussi remarquer la construction classique, autour de quatre personnages principaux, Anju, Zushiô, leur mère Tamaki et l'intendant Sansho. Bien plus que le mal, ce dernier personnage incarne une cruauté qui renvoie à une autre douleur, attachée au souvenir d'un paradis perdu, du temps où le père d'Anju et Zushiô, homme épris de justice et de bonté envers les hommes, était encore parmi eux. D'où le choix de Sanshō dayū comme titre du film, alors même que sa présence physique dans le film est très succincte et se manifeste surtout par ses ordres cruels, exécutés par d'autres. Cette décision de Mizoguchi de nous montrer si peu Sansho nous le fait estimer absent, et le situe au même niveau que le père disparu. C'est devant cette dualité contradictoire des figures paternelles que les destins et les caractères d'Anju et de son frère Zushiô, vont s'affirmer et la tâche de cette quête entre le bien et le mal en sera plus rude et plus solitaire pour le garçon, devenant même un temps incompris par sa sœur au vu de sa dureté nouvellement acquise auprès de Sansho. Dureté qu'Anju mettra à l'épreuve chez son frère lors de la scène du transport de la vieille mourante hors du camp et de leur fuite. Son corps mis au contact de celui de la mourante qu'il porte sur son dos et Zushiô ne pouvant retourner dans le camp, l'amour qu'il éprouve toujours pour sa mère, va lui être révélé par le sacrifice de sa sœur qui se suicide plutôt que de révéler la cache de son frère sous la torture. Car même si la scène est de la pure poésie, le suicide d'Anju n'est pas absence de violence, par pur esthétisme gratuit. Son frère à peine parti, elle se laisse disparaître dans l'eau, élément qui renvoie toujours chez Mizoguchi à la notion de temps infini (Mizoguchi ne montre pas les morts, ni le père, ni Anju). C'est en rejoignant ce symbole du temps infini, qu'Anju prend place, pour Zushiô, aux côtés de leur père disparu, dans les souvenirs de son frère, et se montre à lui comme un exemple de l'amour filial qui devra le guider et qui seul l'aidera à retrouver leur mère.
Ce film a beaucoup contribué à l'essor du cinéma japonais en Europe et aux États-Unis.

## Accueil
L'Intendant Sansho remporte le Lion d'argent à la Mostra de Venise 1954, ce qui attire une nouvelle fois l'attention des critiques et des cinéastes occidentaux, après La Vie d'O'Haru femme galante (prix international, 1952) et Les Contes de la lune vague après la pluie (Lion d'argent, 1953).
Dans les sondages de 2012 du British Film Institute pour Sight and Sound, L'Intendant Sansho se classe à la 59e place dans le sondage des critiques, avec 25 critiques ayant voté pour le film. Le sondage de Sight and Sound est considéré comme l'un des plus importants sondages sur les « plus grands films de tous les temps ». En 2022, Sight and Sound réitère le sondage, et L'Intendant Sansho se classe à la 75e place ex-aequo, avec Le Voyage de Chihiro et Mirage de la vie.
Le critique de cinéma du New Yorker, Anthony Lane (en), écrit dans sa chronique de septembre 2006 sur Mizoguchi : « J'ai vu L'Intendant Sansho une seule fois, il y a une décennie, sortant du cinéma en homme brisé mais calme dans ma conviction que je n'avais jamais rien vu de mieux ; je n'ai pas osé le revoir, réticent à briser le charme, mais aussi parce que le cœur humain n'est pas conçu pour supporter une telle épreuve ».
Écrivant sur RogerEbert.com, Jim Emerson vante le film : « Je ne pense pas qu'il y ait jamais eu un plus grand film dans aucune langue. Celui-ci voit la vie et la mémoire comme un ruisseau s'écoulant dans un lac, puis dans une rivière et jusqu'à la mer. »
Fred Camper, écrivant dans The Little Black Book of Movies (édité par Chris Fujiwara), qualifie L'Intendant Sansho de « l'un des films les plus dévastateurs émotionnellement ».
Martin Scorsese inclut L'Intendant Sansho dans sa liste de « 39 films étrangers essentiels pour un jeune cinéaste ».
Le critique de cinéma Robin Wood (en), invité à établir une liste de ses 10 films préférés pour le site web de The Criterion Collection, place L'Intendant Sansho en première position, le qualifiant de « candidat sérieux au titre de meilleur film jamais réalisé. Un chef-d'œuvre parfait et profond, rivalisé seulement par son proche compagnon Les Contes de la lune vague après la pluie.
Le professeur Richard Peña de l'université Columbia, dans sa préface pour L'Intendant Sansho dans 1001 Movies You Must See Before You Die, qualifie le film de « l'un des plus grands voyages émotionnels et philosophiques jamais réalisés pour le cinéma », et « peut-être le point culminant d'une série ininterrompue de chefs-d'œuvre réalisés par Kenji Mizoguchi peu avant sa mort ».

## Production scénique
En 1990, les producteurs Robert Michael Geisler et John Roberdeau (Streamers, La Ligne rouge) demandent au réalisateur Terrence Malick d'écrire une pièce de théâtre basée sur L'Intendant Sansho. Un atelier privé de la pièce est entrepris à l'automne 1993 à la Brooklyn Academy of Music. Il est dirigé par Andrzej Wajda avec des décors et des costumes de Eiko Ishioka, des lumières de Jennifer Tipton (en), du son de Hans Peter Kuhn, de la chorégraphie de Suzushi Hanayagi, et une grande distribution entièrement asiatique, incluant Bai Ling. Un atelier de plus petite envergure est monté par Geisler-Roberdeau sous la direction de Malick lui-même à Los Angeles au printemps 1994. Les plans de production de la pièce à Broadway sont reportés indéfiniment.

## Film d'animation
Un film d'animation lié, Anju et Zushiōmaru, est produit en 1961 par la Toei, réalisé par Taiji Yabushita et Yuugo Serikawa. Il comporte de nombreux éléments surnaturels anthropomorphiques tels que des animaux parlants, comme les autres films d'animation de la Toei de cette époque.

## Récompenses

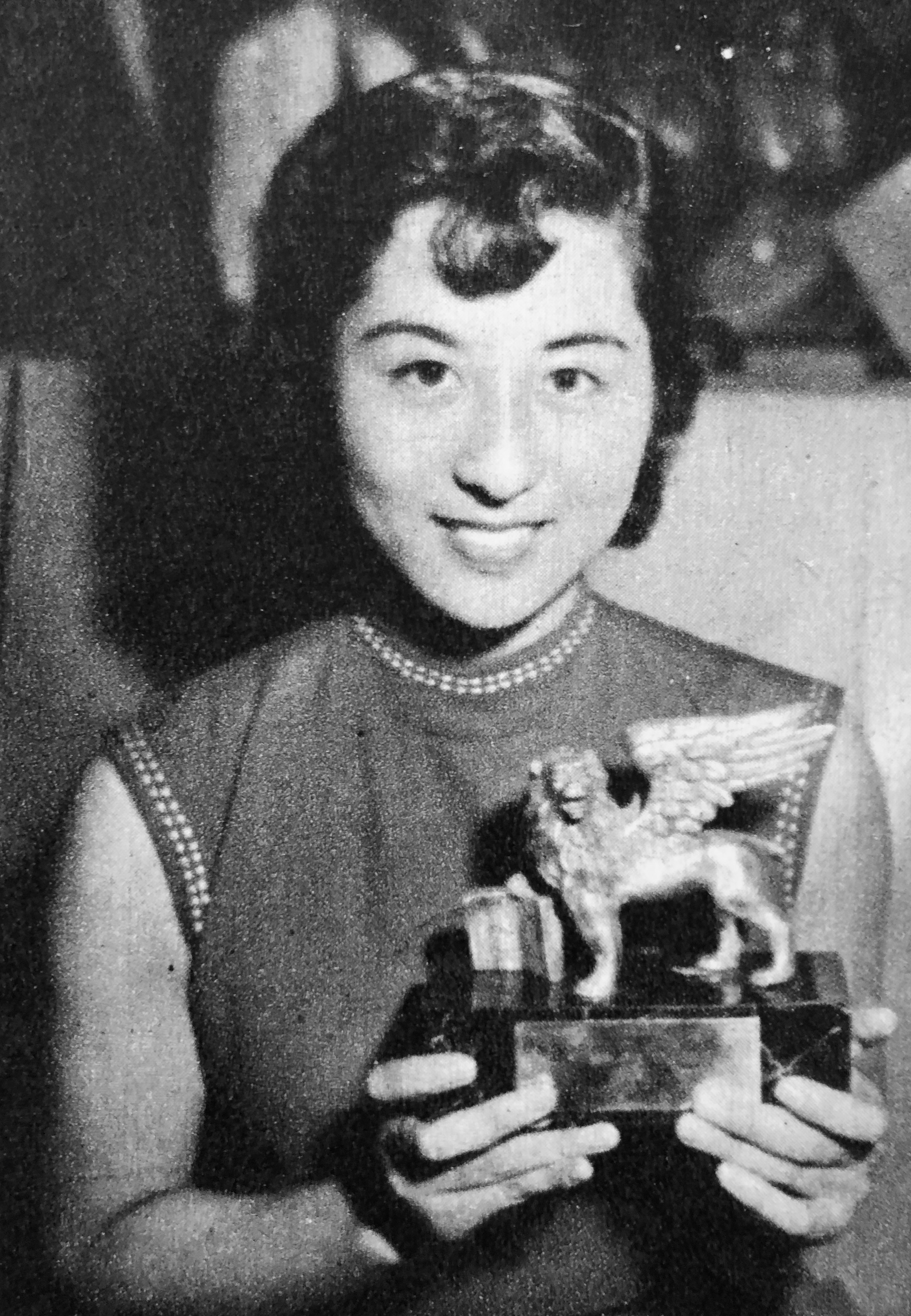
Kyōko Kagawa et le Lion d'argent de L'Intendant Sansho.

Ce film a obtenu le Lion d'argent, le deuxième prix de la Mostra de Venise, en 1954.